# 柄叶羊耳蒜
柄叶羊耳蒜（学名：Liparis petiolata）为兰科羊耳蒜属下的一个种。

## 扩展阅读
- 維基物種上的相關：柄叶羊耳蒜